# Paul Reinhart
Paul Gerard Reinhart, född 6 januari 1960, är en kanadensisk före detta professionell ishockeyspelare som tillbringade elva säsonger i den nordamerikanska ishockeyligan National Hockey League (NHL), där han spelade för ishockeyorganisationerna Atlanta Flames, Calgary Flames och Vancouver Canucks. Han producerade 559 poäng (133 mål och 426 assists) samt drog på sig 277 utvisningsminuter på 648 grundspelsmatcher. Han spelade också på lägre nivå för Kitchener Rangers i Ontario Major Junior Hockey League (OMJHL).
Reinhart draftades i första rundan i 1979 års draft av Atlanta Flames som tolfte spelaren totalt.
Han är far till ishockeyspelarna Griffin Reinhart (Edmonton Oilers), Max Reinhart (Nashville Predators) och Sam Reinhart (Buffalo Sabres).

## Statistik
| 1974–1975    | Kitchener Greenshirts |              | 30  | 4   | 16  | 20  | 16  | —  | —  | —  | —  | —  |
| 1975–1976    | Kitchener Rangers     | OMJHL        | 53  | 6   | 33  | 39  | 42  | 8  | 1  | 2  | 3  | 4  |
| 1976–1977    | Kitchener Rangers     | OMJHL        | 51  | 4   | 14  | 18  | 16  | 3  | 0  | 2  | 2  | 4  |
| 1977–1978    | Kitchener Rangers     | OMJHL        | 47  | 17  | 28  | 45  | 15  | 9  | 4  | 6  | 10 | 29 |
| 1978–1979    | Kitchener Rangers     | OMJHL        | 66  | 51  | 78  | 129 | 57  | 10 | 3  | 10 | 13 | 16 |
| 1979–1980    | Atlanta Flames        | NHL          | 79  | 9   | 38  | 47  | 31  | —  | —  | —  | —  | —  |
| 1980–1981    | Calgary Flames        | NHL          | 74  | 18  | 49  | 67  | 52  | 16 | 1  | 14 | 15 | 16 |
| 1981–1982    | Calgary Flames        | NHL          | 62  | 13  | 48  | 61  | 17  | 3  | 0  | 1  | 1  | 2  |
| 1982–1983    | Calgary Flames        | NHL          | 78  | 17  | 58  | 75  | 28  | 8  | 6  | 3  | 9  | 2  |
| 1983–1984    | Calgary Flames        | NHL          | 27  | 6   | 15  | 21  | 10  | 11 | 6  | 11 | 17 | 2  |
| 1984–1985    | Calgary Flames        | NHL          | 75  | 23  | 46  | 69  | 18  | 4  | 1  | 1  | 2  | 0  |
| 1985–1986    | Calgary Flames        | NHL          | 32  | 8   | 25  | 33  | 15  | 21 | 5  | 13 | 18 | 4  |
| 1986–1987    | Calgary Flames        | NHL          | 76  | 15  | 53  | 68  | 22  | 4  | 0  | 1  | 1  | 6  |
| 1987–1988    | Calgary Flames        | NHL          | 14  | 0   | 4   | 4   | 10  | 8  | 2  | 7  | 9  | 6  |
| 1988–1989    | Vancouver Canucks     | NHL          | 64  | 7   | 50  | 57  | 30  | 7  | 2  | 3  | 5  | 4  |
| 1989–1990    | Vancouver Canucks     | NHL          | 67  | 17  | 40  | 57  | 30  | —  | —  | —  | —  | —  |
| NHL totalt   | NHL totalt            | NHL totalt   | 648 | 133 | 426 | 559 | 277 | 82 | 23 | 54 | 77 | 42 |
| LHJMQ totalt | LHJMQ totalt          | LHJMQ totalt | 217 | 78  | 153 | 231 | 130 | 30 | 8  | 20 | 28 | 53 |